# Gunneröd
Gunneröd är en bebyggelse vid norra stranden av Gunneröd vatten i Skredsviks socken i Uddevalla kommun. Från 2015 till 2023 avgränsade SCB här en småort. 2023 klassades området som del av tätorten Lanesund och Överby.